# 中山堂事件
中山堂事件是1978年12月5日時，因為《中華民國國歌》所引發的一起政治衝突事件。其中在1978年年底臺灣將舉辦中央民意代表之選舉，當時黨外運動人士籌組台灣黨外人士助選團並且前往各地為黨外候選人助選；同時也提出「十二大政治建設」作為黨外候選人的共同政見，這包括有國會全面改選、省長及院轄市市長直接民選、解除戒嚴、開放黨禁及報禁、司法獨立和軍隊國家化等要求。之後黨外人士決定成立台灣黨外人士助選團總部，並且由立法委員黃信介擔任台灣黨外人士助選團總部的總聯絡人。在1978年12月5日下午2時，台灣黨外人士助選團在臺北市中山堂光復廳召開「全國黨外候選人座談會及中外記者招待會」。
其中分別由立法委員黃信介、彰化縣國民大會代表候選人姚嘉文以及臺灣省議員黃玉嬌共同主持，並且邀請康寧祥、張俊宏發表題目《黨外人士對國家及人民的責任》和《新生代與民主政治》之專題演講；而參加座談會者包括有臺灣省議員、臺灣各地民意代表候選人、中外記者及各界人士，共計約有500人左右。而這次於中山堂召集全國黨外候選人座談會及中外記者招待會，成為中國國民黨撤往臺灣以後首次黨外人士一同聚集的最大規模之公開活動。然而在座談會開始並且準備唱《中華民國國歌》時，擔任司儀的蕭裕珍要求在場與會人士將歌詞中的「吾黨所宗」改為「吾民所宗」，以表示三民主義為中華民國人民共同信奉的主張、而並非只有中國國民黨擁有這一思想。
但是修改歌詞的要求隨即引起未受邀請而在場的《疾風雜誌》負責人勞政武、蕭玉井等人出面抗議，進而在中山堂內因為意識形態衝突而發生爭吵。之後勞政武因為試圖上臺發言而引起會場騷動，最後勞政武等人被一群支持黨外運動的群眾帶出場外。在這之後，黨外運動的集會活動為了避免再度發生因為修改歌詞所發生的糾紛，因此不再依照過往程序安排唱《中華民國國歌》的儀式。另外，由於黃信介在這次記者會上針對開放黨禁的正當性進行說明時，因為批評中國民主社會黨及中國青年黨是「國民黨廁所裡的花瓶」，而在1979年7月遭到中國民主社會黨及中國青年黨控告毀謗。

## 外部連結
- （繁體中文） 中山堂事件 （页面存档备份，存于）